# 小池貴大
小池 貴大（こいけ たかひろ、4月4日 - ）は、日本の男性声優。静岡県出身。ゆーりんプロ所属。

## 略歴
専門学校卒業後、よこざわけい子 声優・ナレータースクールに入所。卒業後ゆーりんプロ所属となる。
『リモート☆ホスト』の亜土夢役で声優デビュー。

## 人物
特技はディアブロ。
全商簿記実務検定1級を保有している。

## 出演
太字はメインキャラクター。

### テレビアニメ
- 金装のヴェルメイユ（2022年、受験生男子[初出 1]）
- 美男高校地球防衛部ハイカラ!（2025年、長万部潮[5][初出 2]）

### OVA
- マスク男子は恋したくないのに（2023年、蕨）- 単行本4巻OAD付き特装版

### ゲーム
- シカトリス（2023年、川口淳、警察官）

### ドラマCD
- マスク男子は恋したくないのに（2021年、蕨）

### 吹き替え

#### ドラマ
- 未成年裁判（2022年、クァク・ドソク）

### ボイスコミック
- クーロンズ・ボール・パレード（2021年、小豆田玉緒）
- 花とつぼみと、きみのこと。（2021年、岸本陽樹）
- 電車で行こう!（2021年、高橋雄太）
- アイスヘッドギル（2023年、メラの部下[6]）
- 幽霊さんと不良A（2023年 - 、ユーレイさん[7]）

### その他コンテンツ
- リモート☆ホスト（2021年 - 、亜土夢[8]）

## ディスコグラフィ

### キャラクターソング
| 発売日         | 商品名                                    | 歌                                     | 楽曲                       | 備考                                                          |
| -------------- | ----------------------------------------- | -------------------------------------- | -------------------------- | ------------------------------------------------------------- |
| 2021年12月15日 | リモート☆ホスト Club Saturno No.3 亜土夢  | 亜土夢（小池貴大）                     | 「O・T・1」 「ゲラメキユ」 | 『リモート☆ホスト』関連曲                                     |
| 2021年12月15日 | リモート☆ホスト Club Saturno's Collection | Saturno 5                              | 「ゲラメキユ」             | 『リモート☆ホスト』関連曲                                     |
| 2021年12月15日 | リモート☆ホスト Club Saturno's Collection | Venere 5、Saturno 5                    | 「ゲラメキユ」             | 『リモート☆ホスト』関連曲                                     |
| 2022年6月15日  | ガチンコ                                  | Saturno 5                              | 「ガチンコ」               | 『リモート☆ホスト』関連曲                                     |
| 2022年12月7日  | リモート☆ホスト Club Saturno No.2 亜土夢  | 亜土夢（小池貴大）                     | 「C’mon, My Princess」     | 『リモート☆ホスト』関連曲                                     |
| 2023年12月6日  | リモート☆ホスト デュエットCD④             | 蔡久良（山本智哉）、亜土夢（小池貴大） | 「G.L.G」                  | 『リモート☆ホスト』関連曲                                     |
| 2025年7月23日  | 美男高校地球防衛部ハイカラ！ OP&ED        | ハイカラ浪漫団                         | 「ハイカラ de GO!!」       | テレビアニメ『美男高校地球防衛部ハイカラ!』オープニングテーマ |
| 2025年8月27日  | 我らハイカラ浪漫団！                      | 長万部潮（小池貴大）                   | 「ハングリーアングリー」   | テレビアニメ『美男高校地球防衛部ハイカラ!』関連曲             |

### 初出話一覧
1. ↑  第8話初出
2. ↑  第1話初出

### ユニットメンバー
1. 1 2 3  小林節、安田陸矢、小池貴大、山本智哉、柴野嵩大
2. ↑  坂田将吾、田邊幸輔、柏崎隼史、岡野友佑、石井孝英
3. ↑  雲仙新九郎（高野大河）、酸ヶ湯愛琉志（長岡龍歩）、卯花惣輔（観世智顕）、長万部潮（小池貴大）、阿蘇空太（草野太一）